# 14 juin 1800
Le 14 juin 1800 est le 165e jour de l'année 1800 du calendrier grégorien. Il s'agit d'un samedi.

## Événements
- L'armée de réserve du Premier Consul Napoléon Bonaparte défait l'armée autrichienne d'Italie commandée par Michael von Melas à la bataille de Marengo[1].

## Décès
- Louis Charles Antoine Desaix, général français tué lors de la bataille de Marengo[1].
- Jean-Baptiste Kléber, général-en-chef de l'armée d'Orient, assassiné au Caire par Soleyman el-Halaby[1].

## Arts et culture
- Publication de la pièce Marie Stuart de Friedrich von Schiller.